# 브누아 다비드
브누아 제라르 기 다비드(프랑스어: Benoît Gérard Guy David, 1966년 4월 19일 ~)는 2009년부터 2012년까지 영국의 프로그레시브 록 밴드 예스의 리드 싱어로 잘 알려진 캐나다 출신의 은퇴한 가수이다. 그는 또한 1999년부터 2013년까지 밴드 미스터리의 리드 싱어였으며, 예스 트리뷰트 밴드인 클로즈 투 더 엣지의 리드 싱어로도 활동하였다.

## 생애

### 음악 경력
1994년, 다비드는 몬트리올에 기반을 둔 예스 트리뷰트 밴드 가이아의 기타리스트 필리프 샤르메탕에게 초대 받아 그룹의 리드 싱어인 존 앤더슨처럼 소리를 낼 수 있다는 말을 듣고 오디션을 보게 되었다. 이후 이 그룹은 클로즈 투 더 엣지라는 이름으로 개명되었다.
1999년, 다비드는 록 밴드 미스터리에 리드 싱어로 합류하였으며, 《Beneath the Veil of Winter's Face》 (2007년), 《One Among the Living》 (2010년), 《The World Is a Game》 (2012년) 등의 스튜디오 음반에 참여하였다. 후자는 다비드가 창립 멤버이자 주요 작곡가인 미셸 생페르와 함께 공동 작사자로서 첫 작곡 크레딧을 받은 음반이다.
2008년, 다비드는 예스의 새로운 프론트맨으로 발표되었으며, 당시 예스는 스티브 하우, 크리스 스콰이어, 앨런 화이트, 올리버 웨이크먼으로 구성된 라인업을 갖추고 있었다. 다비드는 그해 초 앤더슨이 급성 호흡 부전 진단을 받고 회복 시간이 필요해진 이후 영입되었다. 밴드는 2008년 법적인 이유로 "Steve Howe, Chris Squire and Alan White of Yes"라는 이름을 사용했으며, 투어를 진행하기로 결정하고 다비드를 모집했다. 스콰이어는 유튜브에서 클로즈 투 더 엣지의 공연 영상을 본 후 다비드를 영입하게 되었다. 다비드는 수리 사업을 잠시 중단하고 밴드에 전념하기로 했다. 그는 트레버 혼이 프로듀싱한 예스의 2011년 스튜디오 음반 《Fly from Here》에 참여했으며, 혼은 다비드가 따라 부를 수 있도록 가이드 보컬을 제공했다. 2011년 음반을 투어하면서 다비드는 호흡 문제로 고통을 겪기 시작했으며, 이는 그의 노래에 영향을 미쳤다. 그는 스콰이어가 자신의 문제에 대해 무감각하게 반응하며 "고쳐라"는 식으로 명령했다고 회상했다. 그는 자신의 병에서 회복하는 데 필요한 시간이 얼마나 걸릴지 알 수 없었기 때문에 밴드가 팬들을 위해 계속 공연할 수 있도록 방해하고 싶지 않았다. 스콰이어는 2012년 1월, 다비드의 탈퇴를 확인했으며, 그 다음 달 다비드는 미국의 가수 존 데이비슨으로 교체되었다. 다비드는 2013년까지 미스터리의 멤버로 활동을 계속했다.
다비드는 이후 음악 산업에서 은퇴하였다. 그는 현재 수리 사업인 비닐 프로에서 전업으로 일하며 합창단에서 계속 노래를 부르고 있다. 2019년, 다비드가 참여한 곡들이 《Fly from Here》의 초기 세션 중 준비된 곡들과 함께 EP 《From a Page》로 발매되었다. 2023년 인터뷰에서 다비드는 예스를 떠난 이후 웨이크맨을 제외한 이전 예스 밴드 멤버들과는 대화하지 않았다고 말했다.

## 음반 목록

### 예스
- Fly from Here (2011)
- In the Present – Live from Lyon (2011)
- From a Page (2019)